# Lady Chatterley (film 1993)
Lady Chatterley è un film del 1993 diretto da Ken Russell, tratto dal celebre romanzo di David Herbert Lawrence del 1928, interpretato da Joely Richardson, Sean Bean e James Wilby nei ruoli principali.